# Kızılağaç, Ula
Kızılağaç là một xã thuộc huyện Ula, tỉnh Muğla, Thổ Nhĩ Kỳ. Dân số thời điểm năm 2011 là 995 người.